# Douzième circonscription de Paris de 1988 à 2012
Pour les articles homonymes, voir Douzième circonscription de Paris de 1958 à 1986 et Douzième circonscription de Paris depuis 2012.
La douzième circonscription de Paris est l'une des 21 circonscriptions électorales françaises que compte le département de Paris (75) situé en région Île-de-France. D'après les chiffres de l'Institut National de la Statistique et des Études Économiques (INSEE) de 1999, la population de cette circonscription est estimée à 111 037 habitants.

## Délimitation de la circonscription
Entre 1988, année des premières élections après le rétablissement du scrutin uninominal majoritaire par circonscription, et le redécoupage des circonscriptions réalisé en 2010, la circonscription recouvre deux quartiers du 15e arrondissement : Grenelle et Necker, ainsi qu'une partie du quartier de Javel (au nord des rues de Javel, Lourmel et la Convention).
Cette délimitation s'applique donc aux IXe, Xe, XIe, XIIe et XIIIe législatures de la Cinquième République française.
Cette douzième circonscription de Paris correspond à l'adjonction de la totalité de la dix-huitième circonscription et d'une partie de la dix-neuvième circonscription de la période 1958-1986.
En 2012, cette circonscription est devenue la nouvelle douzième circonscription avec une complète redéfinition de sa limite sud et le rattachement du quartier de l'École-Militaire.

## Liste des députés

### Élection du 16 mars 1986 au scrutin proportionnel
En 1985, le président de la république François Mitterrand changea le mode de scrutin des députés en rétablissant le scrutin proportionnel. Le nombre de députés du département de Paris fut ramené de 31 à 21.
| Législature | Début de mandat | Fin de mandat | Député élu    |  | Parti politique | Observations |
| ----------- | --------------- | ------------- | ------------- |  | --------------- | --- |
| VIIIe       | 2 avril 1986    | 14 mai 1988   | Jacques Féron |  | RPR             | suivant de liste d'Édouard Balladur, nommé au gouvernement mandat écourté à la suite d'une dissolution de François Mitterrand |

### Députés de 1988 à 2012
Après les élections du 16 mars 1986, le nouveau premier ministre Jacques Chirac rétablissait le scrutin majoritaire à deux tours. Le nombre de députés était maintenu à 21 et les circonscriptions électorales antérieures étaient donc ramenées de 31 à 21. Une partie de l'ancienne dix-neuvième circonscription et la totalité de l'ancienne dix-huitième ont formé la nouvelle douzième circonscription.
| Législature | Début de mandat   | Fin de mandat  | Député élu       |  | Parti politique | Observations                                                                                          |
| ----------- | ----------------- | -------------- | ---------------- |  | --------------- | --- |
| IXe         | 23 juin 1988      | 1er avril 1993 | Édouard Balladur |  | RPR             | |
| Xe          | 2 avril 1993      | 30 juin 1995   | Philippe Goujon  |  | RPR             | Suppléant d'Édouard Balladur, nommé Premier ministre                                                  |
| Xe          | 24 septembre 1995 | 21 avril 1997  | Édouard Balladur |  | RPR             | élu à la suite d'une élection partielle mandat écourté à la suite d'une dissolution de Jacques Chirac |
| XIe         | 12 juin 1997      | 18 juin 2002   | Édouard Balladur |  | RPR             | |
| XIIe        | 19 juin 2002      | 25 juin 2007   | Édouard Balladur |  | UMP             | |
| XIIIe       | 26 juin 2007      | 19 juin 2012   | Philippe Goujon  |  | UMP             | |

## Résultats électoraux

### Élections législatives de 1988
|                                        | Édouard Balladur sortant réélu     | RPR (URC)            | 24 286 | 57,25  |  |  |  |
|                                        | Claude Fleutiaux                   | PS                   | 12 426 | 29,29  |  |  |  |
|                                        | Xavier Bayon                       | FN                   | 3 394  | 8,00   |  |  |  |
|                                        | Noëlle Mansoux                     | PCF                  | 1 427  | 3,36   |  |  |  |
|                                        | Marie-Aymée de Jouan de Kervenoael | Divers droite        | 436    | 1,03   |  |  |  |
|                                        | Olivier Roussel                    | Divers écologiste    | 272    | 0,64   |  |  |  |
|                                        | Monique Dulongrais                 | Extrême droite (POE) | 102    | 0,24   |  |  |  |
|                                        | Chantal Csordas                    | Divers               | 79     | 0,19   |  |  |  |
|                                        |                                    |                      |        |        |  |  |  |
| Inscrits                               | Inscrits                           | Inscrits             | 66 867 | 100,00 |  |  |  |
| Abstentions                            | Abstentions                        | Abstentions          | 24 015 | 35,91  |  |  |  |
| Votants                                | Votants                            | Votants              | 42 852 | 64,09  |  |  |  |
| Blancs et nuls                         | Blancs et nuls                     | Blancs et nuls       | 430    | 1      |  |  |  |
| Exprimés                               | Exprimés                           | Exprimés             | 42 422 | 99     |  |  |  |
| Source : Le Monde du 7 juin 1988, p. 9 |                                    |                      |        |        |  |  |  |

Le suppléant d'Édouard Balladur était René Galy-Dejean, adjoint au maire de Paris, maire du 15ème arrondissement.

### Élections législatives de 1993
|                       | Édouard Balladur sortant réélu | RPR (UPF)      | 24 478 | 58     |  |  |  |
|                       | Claude Fleutiaux               | PS (ADFP)      | 7 077  | 16,77  |  |  |  |
|                       | Pierre Milloz                  | FN             | 3 634  | 8,61   |  |  |  |
|                       | Vincent Lecoq                  | GÉ (EÉ)        | 3 376  | 8      |  |  |  |
|                       | Raymonde Contensous            | PCF            | 1 234  | 2,92   |  |  |  |
|                       | Marielle Boullier              | MDC            | 558    | 1,32   |  |  |  |
|                       | Laurence Mayer                 | LT-LNÉ         | 549    | 1,3    |  |  |  |
|                       | Madeleine Lacroix              | LO             | 548    | 1,3    |  |  |  |
|                       | Arnaud Lizop                   | UÉD            | 241    | 0,57   |  |  |  |
|                       | Virginie Lévesque              | MDR            | 185    | 0,44   |  |  |  |
|                       | Paul Robel                     | PT             | 164    | 0,39   |  |  |  |
|                       | Jean-Jacques Legendre          | PLN            | 84     | 0,2    |  |  |  |
|                       | Albert Alexandre               | Divers droite  | 78     | 0,18   |  |  |  |
|                       |                                |                |        |        |  |  |  |
| Inscrits              | Inscrits                       | Inscrits       | 63 486 | 100,00 |  |  |  |
| Abstentions           | Abstentions                    | Abstentions    | 20 115 | 31,68  |  |  |  |
| Votants               | Votants                        | Votants        | 43 371 | 68,32  |  |  |  |
| Blancs et nuls        | Blancs et nuls                 | Blancs et nuls | 1 167  | 2,69   |  |  |  |
| Exprimés              | Exprimés                       | Exprimés       | 42 204 | 97,31  |  |  |  |
| Source : Data.gouv.fr |                                |                |        |        |  |  |  |

Le suppléant d'Édouard Balladur était Philippe Goujon, adjoint au maire de Paris. Philippe Goujon remplaça Edouard Balladur du 2 mai 1993 au 30 juin 1995.

### Élections législatives partielles de 1995
(à la suite de la démission de Philippe Goujon).
| Candidat          | Candidat                | Parti               | Premier tour | Premier tour | Second tour | Second tour |
| Candidat          | Candidat                | Parti               | Voix         | %            | Voix        | %           |
| ----------------- | ----------------------- | ------------------- | ------------ | ------------ | ----------- | ----------- |
|                   | Édouard Balladur élu    | RPR (UDF)           | 12 477       | 59,35        | 13 572      | 68,55       |
|                   | Laurence Dumont         | PS                  | 4 560        | 21,69        | 6 228       | 31,45       |
|                   | Alexis Pétraud          | FN                  | 1 723        | 8,20         |             |             |
|                   | Dominique Ewald         | Divers écologiste   | 496          | 2,36         |             |             |
|                   | Raymonde Contensous     | PCF                 | 397          | 1,89         |             |             |
|                   | Marie-Madeleine Lacroix | LO                  | 346          | 1,65         |             |             |
|                   | Michel Bressaud         | Les Verts           | 252          | 1,20         |             |             |
|                   | Pierre Alleaume         | Divers gauche (MDC) | 243          | 1,16         |             |             |
|                   | Stéphane Tilloy         | Extrême droite (RN) | 218          | 1,04         |             |             |
|                   | Michel Delmas           | Divers droite       | 185          | 0,88         |             |             |
|                   | Frédéric Parat          | Divers gauche       | 87           | 0,41         |             |             |
|                   | Gérard Laporte          | Sans étiquette      | 38           | 0,18         |             |             |
|                   | Myriam Bordreuil        | Sans étiquette      | 0            | 0,00         |             |             |
|                   | Bernard Guégan          | Sans étiquette      | 0            | 0,00         |             |             |
|                   |                         |                     |              |              |             |             |
| Inscrits          | Inscrits                | Inscrits            | 64 962       | 100,00       | 64 962      | 100,00      |
| Abstentions       | Abstentions             | Abstentions         | 43 587       | 67,10        | 44 389      | 68,33       |
| Votants           | Votants                 | Votants             | 21 375       | 32,90        | 20 573      | 31,67       |
| Blancs ou nuls    | Blancs ou nuls          | Blancs ou nuls      | 354          | 1,66         | 773         | 3,76        |
| Exprimés          | Exprimés                | Exprimés            | 21 021       | 98,34        | 19 800      | 96,24       |
| Source : La Croix |                         |                     |              |              |             |             |

Le suppléant d'Édouard Balladur était Philippe Goujon.

### Élections législatives de 1997
| Candidat       | Candidat                        | Parti             | Premier tour | Premier tour | Second tour | Second tour |  |
| Candidat       | Candidat                        | Parti             | Voix         | %            | Voix        | %           |  |
| -------------- | ------------------------------- | ----------------- | ------------ | ------------ | ----------- | ----------- |  |
|                | Édouard Balladur sortant réélu  | RPR               | 19 175       | 49,34        | 25 575      | 65,21       |  |
|                | Anne Le Moal                    | PRS (PS)          | 8 467        | 21,79        | 13 646      | 34,79       |  |
|                | Raphaëlle Dor                   | FN                | 3 283        | 8,45         |             |             |  |
|                | Emmanuelle Falsanisi            | Les Verts         | 1 282        | 3,3          |             |             |  |
|                | Raymonde Contensous             | PCF               | 1 265        | 3,26         |             |             |  |
|                | Isabelle Deschard               | LDI (MPF)         | 977          | 2,51         |             |             |  |
|                | Madeleine Lacroix               | LO                | 775          | 1,99         |             |             |  |
|                | Jean-Romain Fabrikant           | Sans étiquette    | 745          | 1,92         |             |             |  |
|                | Patrick Farbiaz                 | Divers            | 678          | 1,74         |             |             |  |
|                | Dominique Deroche               | GÉ                | 583          | 1,5          |             |             |  |
|                | Jean-Marie Breton               | MÉI               | 449          | 1,16         |             |             |  |
|                | Jérôme-Michel Gagey             | US4J              | 270          | 0,69         |             |             |  |
|                | Laurence Fesquet                | LCR               | 250          | 0,64         |             |             |  |
|                | Michel Thizon                   | Divers droite     | 182          | 0,47         |             |             |  |
|                | Stéphane Tilloy                 | Divers            | 116          | 0,3          |             |             |  |
|                | Chantal Le Roux                 | MDR               | 111          | 0,29         |             |             |  |
|                | Patrick Ségur                   | Divers écologiste | 95           | 0,24         |             |             |  |
|                | Jorge Montes de Ola Arribillaga | AREV              | 67           | 0,17         |             |             |  |
|                | Hervé Andres                    | Divers            | 50           | 0,13         |             |             |  |
|                | Corinne Gilles                  | Divers            | 25           | 0,06         |             |             |  |
|                | Autres candidats                | Divers            | 40           | 0,1          |             |             |  |
|                |                                 |                   |              |              |             |             |  |
| Inscrits       | Inscrits                        | Inscrits          | 63 147       | 100,00       | 63 142      | 100,00      |  |
| Abstentions    | Abstentions                     | Abstentions       | 23 196       | 36,73        | 22 403      | 35,48       |  |
| Votants        | Votants                         | Votants           | 39 951       | 63,27        | 40 739      | 64,52       |  |
| Blancs et nuls | Blancs et nuls                  | Blancs et nuls    | 1 091        | 2,73         | 1 518       | 3,73        |  |
| Exprimés       | Exprimés                        | Exprimés          | 38 860       | 97,27        | 39 221      | 96,27       |  |

Le suppléant d'Édouard Balladur était Philippe Goujon.

### Élections législatives de 2002
|                | Édouard Balladur sortant réélu | UMP              | 23 661 | 54,17  |  |  |  |
|                | Anne Hidalgo                   | PS               | 12 939 | 29,62  |  |  |  |
|                | Thierry Martin                 | FN               | 2 581  | 5,91   |  |  |  |
|                | Bernard Menez                  | Divers           | 996    | 2,28   |  |  |  |
|                | Nicolas Vanbremeersch          | ÉD               | 754    | 1,73   |  |  |  |
|                | Philippe Van den Herreweghe    | Divers           | 464    | 1,06   |  |  |  |
|                | Catherine Tripon               | Cap21            | 459    | 1,05   |  |  |  |
|                | Joëlle Ellert                  | Pôle républicain | 441    | 1,01   |  |  |  |
|                | Laurence Ruimy                 | LCR              | 355    | 0,81   |  |  |  |
|                | Raphaëlle Dor                  | MNR              | 202    | 0,46   |  |  |  |
|                | Gérard Charollois              | MÉI              | 161    | 0,37   |  |  |  |
|                | Marie-Madeleine Lacroix        | LO               | 160    | 0,37   |  |  |  |
|                | Dominique de Coninck           | GÉ               | 136    | 0,31   |  |  |  |
|                | Émeric Cristallini             | ND               | 128    | 0,29   |  |  |  |
|                | Roger Soubrand                 | Divers           | 95     | 0,22   |  |  |  |
|                | Gérard Catalano                | CPNT             | 67     | 0,15   |  |  |  |
|                | Jean Roux                      | Divers droite    | 36     | 0,08   |  |  |  |
|                | Christine Faure-Fedigan        | Divers           | 31     | 0,07   |  |  |  |
|                | Jérôme Margelidon              | Divers droite    | 13     | 0,03   |  |  |  |
|                | Alban Dinin                    | Divers           | 0      | 0      |  |  |  |
|                |                                |                  |        |        |  |  |  |
| Inscrits       | Inscrits                       | Inscrits         | 61 209 | 100,00 |  |  |  |
| Abstentions    | Abstentions                    | Abstentions      | 17 140 | 28     |  |  |  |
| Votants        | Votants                        | Votants          | 44 069 | 72     |  |  |  |
| Blancs et nuls | Blancs et nuls                 | Blancs et nuls   | 390    | 0,88   |  |  |  |
| Exprimés       | Exprimés                       | Exprimés         | 43 679 | 99,12  |  |  |  |

Le suppléant d'Édouard Balladur était Philippe Goujon.

### Élections législatives de 2007
| Candidat       | Candidat                | Parti          | Premier tour | Premier tour | Second tour | Second tour |  |
| Candidat       | Candidat                | Parti          | Voix         | %            | Voix        | %           |  |
| -------------- | ----------------------- | -------------- | ------------ | ------------ | ----------- | ----------- |  |
|                | Philippe Goujon élu     | UMP            | 20 960       | 48,02        | 23 907      | 62,79       |  |
|                | Claude Dargent          | PS             | 8 988        | 20,59        | 14 170      | 37,21       |  |
|                | Elisabeth de Fresquet   | UDF–MoDem      | 5 692        | 13,04        |             |             |  |
|                | Cécile Renson           | CNIP           | 2 537        | 5,81         |             |             |  |
|                | Françoise Kiefe         | Les Verts      | 1 212        | 2,78         |             |             |  |
|                | Rodolphe Husset         | FN             | 1 100        | 2,52         |             |             |  |
|                | Florent Grimaldi        | LCR            | 649          | 1,49         |             |             |  |
|                | Jean-Jacques Alex       | MPF            | 571          | 1,31         |             |             |  |
|                | Emmanuel Dang-Tran      | PCF            | 549          | 1,26         |             |             |  |
|                | Renaud Siry             | GÉ             | 365          | 0,84         |             |             |  |
|                | Michel Turon            | NC             | 355          | 0,81         |             |             |  |
|                | Edouard Fillias         | AL             | 228          | 0,52         |             |             |  |
|                | Gaëlle Arvois           | MRC            | 188          | 0,43         |             |             |  |
|                | Marie-Madeleine Lacroix | LO             | 149          | 0,34         |             |             |  |
|                | Lucette Balloux         | MNR            | 90           | 0,21         |             |             |  |
|                | Vincent Di Tommaso      | Divers         | 16           | 0,04         |             |             |  |
|                |                         |                |              |              |             |             |  |
| Inscrits       | Inscrits                | Inscrits       | 67 807       | 100,00       | 67 807      | 100,00      |  |
| Abstentions    | Abstentions             | Abstentions    | 23 837       | 35,15        | 28 741      | 42,39       |  |
| Votants        | Votants                 | Votants        | 43 970       | 64,85        | 39 066      | 57,61       |  |
| Blancs et nuls | Blancs et nuls          | Blancs et nuls | 321          | 0,73         | 989         | 2,53        |  |
| Exprimés       | Exprimés                | Exprimés       | 43 649       | 99,27        | 38 077      | 97,47       |  |